# Thiên hoàng Go-Kōmyō
Thiên hoàng Go-Kōmyō (後光明天皇 (Hậu Quang Minh thiên hoàng)/ ごこうみょうてんのう Go-Kōmyō-Tennō, 20 tháng 4, 1633 – 30 tháng 10, 1654) là Thiên hoàng thứ 110 của Nhật Bản theo danh sách kế thừa truyền thống. Triều Go-Kōmyō kéo dài từ năm 1643 đến năm 1654.

## Phả hệ
Trước khi lên ngôi, ông có tên cá nhân của mình (imina) là Tsuguhito (紹仁 ?); và danh hiệu trước khi lên ngôi của ông Suga-no-miya (素鵞宮 ?).
Ông là con trai thứ tư của Thiên hoàng Go-Mizunoo. Mẹ ông là Fujiwara no Mitsuko, con gái của viên Tả đại thần họ Fujiwara - người sau này được phong làm Tōfuku-mon'in. Nữ hoàng Meishō là chị gái của Hoàng hậu trước của Thiên hoàng Go-Mizunoo.
Thân vương sống cùng gia đình Hoàng tộc tại cung điện Heian. Gia đình của ông chỉ có duy nhất một con gái và không có người con trai nào:
- Hoàng hậu: Công nương Niwata Hideko (chết năm 1685; 庭 田秀子), con gái của Niwata Shigehide.
  - Con gái: Công chúa Takako[7] (1650–1725; 孝子内親王 - Thái hậu Reisei (礼 成 門 院)).

## Lên ngôi Thiên hoàng
Năm 1642, Thân vương được chị là Thiên hoàng Meishō phong làm Thái tử.
Tháng 10/1643, sau khi chị cả của ông là Thiên hoàng Meishō thoái vị, Thân vương nhận chiếu kế vị.
Ngày 14 tháng 11 năm 1643, Thân vương chính thức đăng quang ngôi vua, lấy hiệu là Thiên hoàng Go-Kōmyō. Ông lấy niên hiệu của chị rồi lập thành niên hiệu Kan'ei nguyên niên (1643-1644).
Năm 1645, Thiên hoàng phong Shogun Tokugawa Iemitsu làm Tả đại thần.
Năm 1649, có một trận động đất lớn ở Edo.
Năm 1652, Nihon Odai Ichiran được xuất bản lần đầu ở Kyoto dưới sự bảo trợ của tairō Sakai Tadakatsu, Daimyo miền Obama của tỉnh Wakasa.
Năm 1653, một trận hỏa hoạn lớn phá hủy phần lớn các cung điện Hoàng gia. Ngay sau đó, chính quyền cho bắt giam nhiều cô gái 12- 14 tuổi vào ngục, vì có liên quan đến trận hỏa hoạn đó.
Tháng 7/1654, Ingen, một nhà sư Trung Hoa đã sang Nhật Bản. Ý định của ông là cải cách thực hành của Phật giáo ở Nhật Bản.
Ngày 30 tháng 10 năm 1654 (Joo 3, ngày 20 tháng 9 âm lịch): Thiên hoàng đột ngột băng hà vì bệnh đậu mùa. Ông được chôn cất tại Sennyū-ji vào đầu tháng 11/1654 (15 tháng 10 âm lịch). Sau khi ông qua đời, em trai là Thân vương Nagahito sẽ lên ngôi, hiệu là Thiên hoàng Go-Sai.

### Kugyō
- Nhiếp chính: Nijo Yasumichi, 1635-1647
- Nhiếp chính: Kujo Michifusa, 1647
- Nhiếp chính: Ichijo Akiyoshi, 1647
- Quan bạch: Ichijo Akiyoshi, 1647-1651
- Quan bạch: Konoe Ông Hisatsugu, 1651-1653
- Quan bạch: Nijo Mitsuhira, 1653-1663
- Tả đại thần
- Hữu đại thần
- Nội đại thần
- Đại nạp ngôn

### Niên hiệu
- Kan'ei (1624-1644)
- Shōhō (1644-1648)
- Keian (1648-1652)
- Jōō (1652–1655)